# Geü (Luy de Béarn)
Pour les articles homonymes, voir Geü.
Ne doit pas être confondu avec Geü.
Le Geü est un affluent gauche du Luy de Béarn.

## Étymologie
Geü dérive de la racine hydronymique Jel.
Le Geü / Jéoû, affluent du gave de Pau, est un homonyme.

## Géographie
Le Geü prend sa source sur la commune de Fichous-Riumayou et se jette dans le Luy de Béarn.

## Département et communes traversés
Ce ruisseau béarnais (Pyrénées-Atlantiques) traverse Garos, Larreule et Uzan.